# 돛자리 델타
돛자리 델타(Delta Velorum)는 돛자리에 있는 별로 지구에서 약 79.7광년 떨어져 있다. 중국에서는 이 별과 돛자리 오메가, 큰개자리의 별들을 합쳐 '쿠 셰'로 불렀으며 이는 '활과 화살'의 의미이다.
델타는 네 개의 별로 이루어진 사중성계로, 근접 쌍성 두 개로 이루어져 있다. 넷 중에서 가장 밝은 돛자리 델타 A는 분광형 A의 주계열성으로 겉보기 등급은 +2.02이다. A의 반성 B는 겉보기 등급은 훨씬 어두운 +5.01이며 A와는 천구 상에서 2.6초각 떨어져 있다.
다른 근접 쌍성 돛자리 델타 C와 D는 천구상에서 A,B로부터 69초각 떨어져 있다. C는 11등급, D는 13등급으로 매우 어두워서 맨눈으로는 보이지 않는다. D는 C로부터 6초각 떨어져 있다.
최근 갈릴레오 호의 조사로 이 별이 변광성임을 알게 되었다. 돛자리 델타는 45일 간격으로 밝기가 30% 변동한다. 델타별은 밤하늘에서 결코 어둡지 않은 별이었음에도 불구하고 이 사실은 이전에는 알려지지 않았다.
지구의 세차 운동 때문에 돛자리 델타는 서기 9000년 경 남극성이 될 것이다.

## 참고 문헌
1. ↑  리처드 힌클리, 앨런. 《항성 이름: 민간전승 및 의미》 개정판. 뉴욕: Dover Publications. 73페이지쪽. ISBN 0486210790.
2. ↑  Spaceflightnow (2001년 3월 22일). “Blinking star explains mystery aboard Galileo”.